# Vaginopteris subfalcata
Vaginopteris subfalcata là một loài dương xỉ trong họ Pteridaceae. Loài này được Hook. T. Nakai mô tả khoa học đầu tiên năm 1943.